# B83核弹

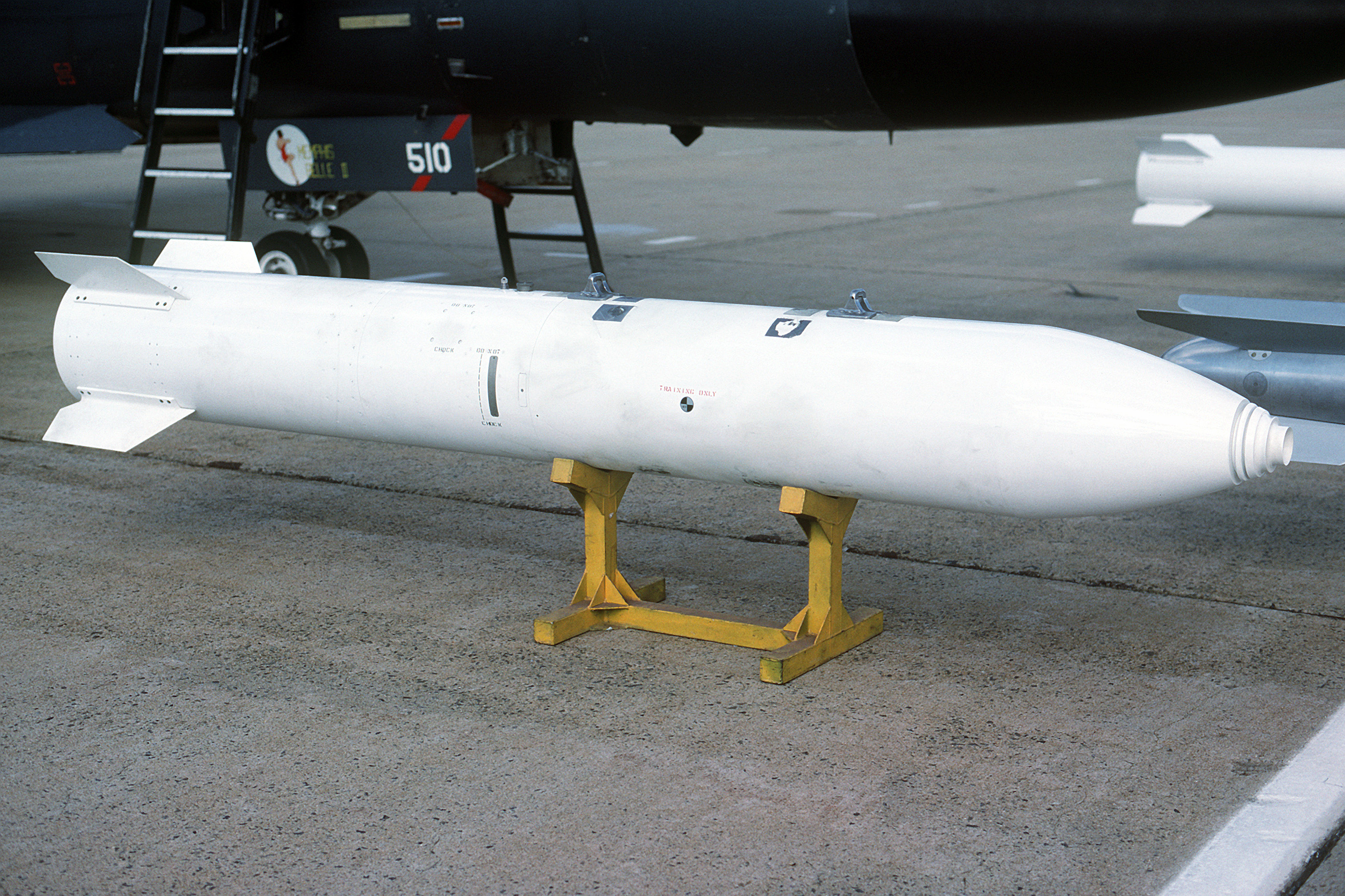
一枚B83的套管。

B83型热核弹（英語：B83 nuclear weapon）是美国于1970年代后期研制的一种可变当量重力炸弹，于1983年进入现役。最高当量为1.2百萬吨，它是美国兵工厂中最强大的核自由落体武器。它在劳伦斯利物莫国家实验室中设计，并且首次的地下核试验爆炸发生在1984年的12月15日。

## 歷史
B83部分由早期的B77計劃修改而成，而該計劃因成本超支而終止。B77設計有主動高度控制和升降式降落傘系統，用於B-1A轟炸機的超音速低空運送。B83取代了之前的幾種武器，包括B28，B43，以及某種程度上的B53。

## 設計
炸彈長3.7公尺（12英尺），直徑460毫米（18英寸）。從已公佈的工程圖研判，實際的核爆炸包裝在炸彈的前部佔據約0.91至1.22公尺（3至4英尺）。炸彈重約1,100公斤（2,400磅）。目前約已生產650枚B83
炸彈。

## 大众文化
- 1996年美國電影《斷箭》，兩枚B83核彈被人偷走。
- 在2007年美國電影《異獸戰2》中B83核彈被用來摧毀一座小城，由一架F-22猛禽戰鬥機投下。
- 在戰略遊戲《衝突世界》中，美國陸軍如果未能在中國人民解放軍海軍部隊到來之前從蘇聯武裝力量手中重新奪回西雅圖，美國國防部便會採取最終手段：讓美國空軍向西雅圖投下B83核彈。
- 此外B83核彈也曾在一部名為《The Revolution Trade》的美國小說中出現過。

## 能够携带B83的飞机
以下飞机拥有使用B83炸弹发动攻击的能力：
- B-52
- B-1
- B-2
- F-16
- F/A-18
- A-6
- A-7
- AV-8B